# Hans Hartmann
Hans Hartmann (1669 – 1753) var en dansk staldmester.
Han var dronning Sophie Magdalenes staldmester og havde bolig på Rungstedgård.
Peter Wichmann har udført et portrætmaleri af ham 1738, som findes på Det Nationalhistoriske Museum på Frederiksborg Slot.